# STAT3
STAT3 (сокр. от англ. signal transducer and activator of transcription 3) — сигнальный белок и активатор транскрипции из семейства белков STAT, который у человека кодируется геном STAT3. STAT3 является одним из белков-посредников, обеспечивающих ответ клетки на сигналы, поступающие через рецепторы интерлейкинов и факторов роста.

## Структура гена и белка
кДНК STAT3 была впервые клонирована в 1994 году под именем APRF (англ. acute-phase response factor). В 1996 году была открыта укороченная изоформа мРНК STAT3, которая образуется в результате альтернативного сплайсинга. В этой мРНК отсутствует фрагмент длиной около 50 нуклеотидов, соответствующая изоформа белка называется STAT3β и является негативным регулятором транскрипции.
Полноразмерный белок STAT3α состоит из 770 аминокислотных остатков и имеет молекулярную массу около 92 кДа. Изоформа STAT3β имеет молекулярную массу около 80 кДа.
STAT3 имеет типичную для всех STAT-белков структуру и содержит N-концевой, ДНК-связывающий, линкерный, SH2- и C-концевой трансактивирующий домены. N-концевой домен (1—321 аминокислотные остатки) отвечает за димеризацию и тетрамеризацию STAT3 и его взаимодействие с другими белками. ДНК-связывающий домен (321—496 а. о.) определяет специфичность STAT3 по отношению к ДНК и принимает участие в регуляции транспорта этого белка в ядро. SH2-домен (583—688 а. о.) обеспечивает связывание белка с активированными рецепторами, а затем и формирование димеров благодаря сродству к фосфотирозину. C-концевой домен STAT3 (688—770 а. о.) неструктурирован, он приобретает стабильную пространственную структуру только при взаимодействии с другими молекулами. C-концевой домен обеспечивает координацию работы STAT3 с другими компонентами транскрипционного комплекса. В этом же домене располагаются остатки тирозина (Tyr-705) и серина (Ser-727), фосфорилирование которых очень важно для регуляции активности STAT3.

## Передача сигнала
Активация STAT3 происходит за счёт его временного фосфорилирования. STAT3, в зависимости от типа клеток и конкретных условий, могут фосфорилировать киназы Janus (JAK1, JAK2, JAK3), SYK и другие.

## Функции
Функции STAT3 недостаточно полно исследованы. Известно, что мыши, у которых удалён ген STAT3, погибают на 6,5—7,5 день эмбрионального развития, что говорит о важности STAT3 для этого процесса.
STAT3 отвечает за некоторые функции печени и её регенерацию. Нарушение работы этого белка в кератиноцитах приводит к незаживлению ран из-за снижения подвижности этих клеток. STAT3 принимает участие в инволюции молочной железы после завершения лактации.